# Ray Sharpe
Pour les articles homonymes, voir Sharpe.
Ray Sharpe (né le 8 février 1938, à Fort Worth, Texas) est un chanteur guitariste compositeur de rhythm and blues et rockabilly américain. Il a grandi influencé par le blues et la country. Il fut connu grâce à son hit rockabilly "Linda Lu", son influence principale à ses débuts fut Chuck Berry. Il se produisit avec un groupe nommé The Blues Whalers autour de Fort Worth mais sa carrière décolla plus tard avec les enregistrements réalisés en 1958 pour Lee Hazlewood à Phoenix (AZ) qui incluaient la participation de Duane Eddy un guitariste de Pop Music.